# Marstrandsfjorden
Marstrandsfjorden är en fjord i Bohuslän i Sverige. Fjorden har öppen havsyta och ligger mellan Marstrand och fyren Pater Noster på Hamneskär.